# Giovanni Battista Pescetti
Giovanni Battista Pescetti (* 16. Oktober 1704 in Venedig; † 20. März 1766 ebenda) war ein italienischer Komponist. Er war ein Enkel von Carlo Francesco Pollarolo.

## Leben
Giovanni Battista Pescetti studierte bei dem venezianischen Organisten und Komponisten Antonio Lotti und bearbeitete und komponierte verschiedene Opern, oft in Zusammenarbeit mit seinem Mitstudenten Baldassare Galuppi. Ab 1736 war er in London tätig und wurde hier Direktor der Opera of the Nobility. Seine Oper Demetrio konnte, dank der Mitwirkung des berühmten Kastraten Farinelli und trotz einer Konkurrenzsituation mit Händel, einen gewissen Erfolg erringen und erreichte vierzehn Aufführungen.

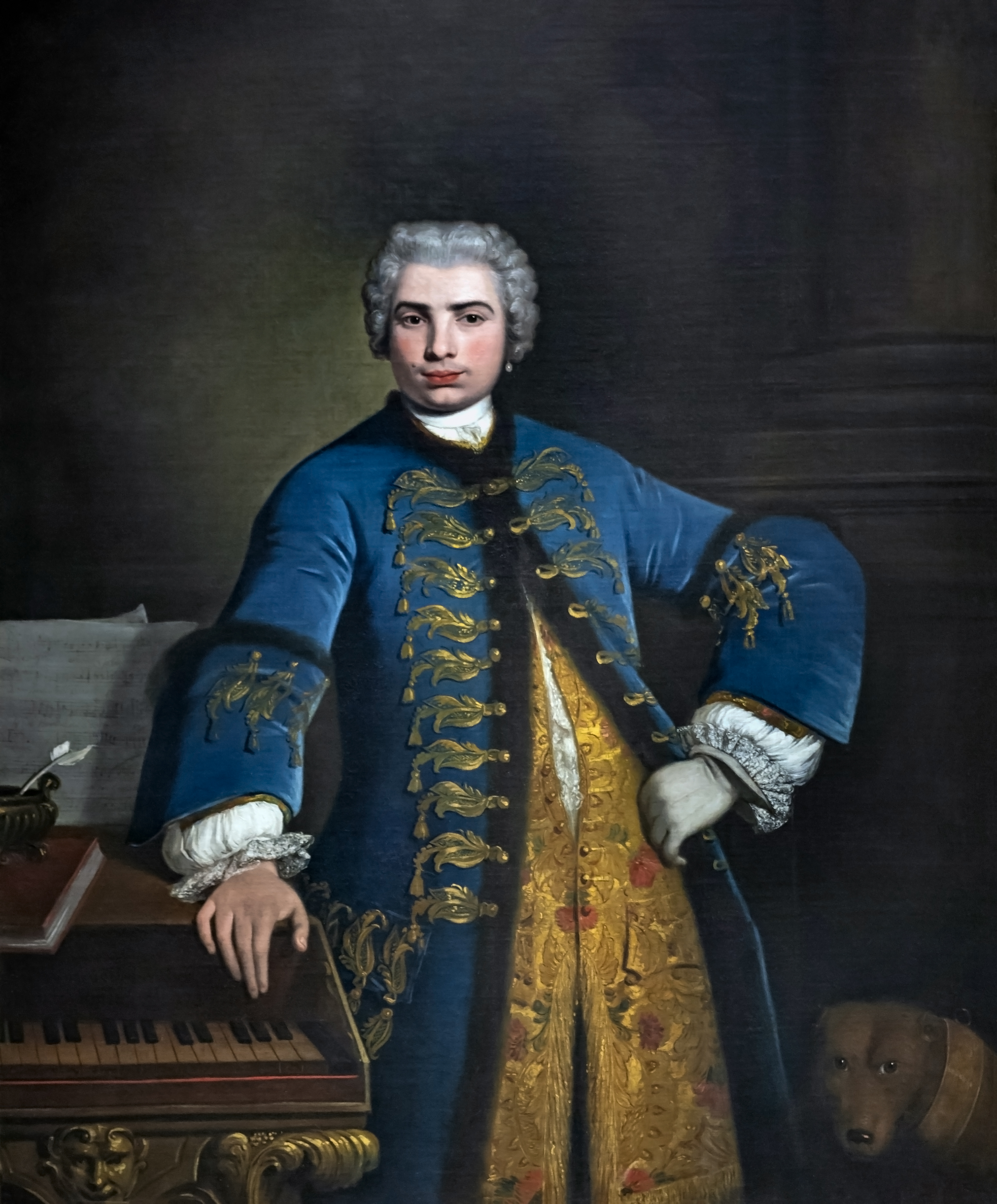
Der Kastrat Farinelli

Der Musikhistoriker und Zeitzeuge Charles Burney schrieb über diese Oper: „Dieser Komponist, [ … ] obwohl er nie viel Feuer oder fruchtbare Schaffenskraft hatte, war ein sehr eleganter und kluger Komponist für die Singstimme. Seine Melodien sind äußerst einfach und anmutig.“ Später war er gezwungen, unter schlechteren Bedingungen in das New Theatre in the Haymarket umzuziehen, wo seine Oper Busiri, ovvero Il trionfo d’amore nur vier Aufführungen erfuhr. Danach war er in London als Arrangeur für Opern anderer Komponisten tätig, bevor er um 1745 nach Venedig zurückkehrte und dort für weitere 15 Jahre Opern schrieb und arrangierte. Nach der Premiere seiner Opera seria Zenobia wurde er 1762 zum zweiten Organisten an St. Markus berufen, wo sein Kommilitone Galuppi soeben den Posten des Maestro di Coro übernommen hatte. In Venedig unterrichtete er auch Josef Mysliveček und den jungen Antonio Salieri in Tonsatz und Komposition.
Pescettis Ruf zu seinen Lebzeiten schien sich nicht so sehr auf seine kompositorischen Fähigkeiten zu begründen, als auf seine Rivalität zu Händel und seine Verbindung zu Galuppi, aber auch vor allem auf die Gönnerschaft von so berühmten Sängern wie Farinelli und Manzuoli, die seine Fähigkeit der maßgeschneiderten Komposition sehr schätzten.

## Werke

### Bühnenwerke
Die Musik der meisten dieser Werke ist verloren.
- Nerone detronato dal trionfo di Sergio Galba, dramma per musica; Libretto: Pompilio Miti; Karneval 1725, Venedig, Teatro San Salvatore; 1732 in Livorno, 1734 und 1743 in Neapel; einige Arien erhalten[2]
- Ceriletta e Tropotipo, intermezzi; Libretto: Domenico Lalli; 26. Mai 1726, Venedig, Teatro San Samuele[3]
- Introduzione alle recite della truppa de comici; Libretto: Giuseppe Imer; 7. Oktober 1726, Venedig, Teatro San Samuele[4]
- La cantatrice, intermezzi; Libretto: Domenico Lalli; Karneval 1727, Venedig, Teatro San Samuele; im selben Jahr auch im Teatro San Cassiano in Venedig, 1729 erneut in Venedig und in Prag, 1733 oder 1734 als La finta pazzia di Bletolam in Wien[5]
- Gl’odi delusi dal sangue, dramma per musica (erster und dritter Akt von Baldassare Galuppi); Libretto: Antonio Maria Lucchini; 4. Februar 1728, Venedig, Teatro Sant’Angelo[6]
- Dorinda, pastorale in musica (mit Baldassare Galuppi); Libretto: Domenico Lalli; 6. Juni 1729, Venedig, Teatro San Samuele[7]
- I tre difensori della patria, dramma per musica; Libretto: Adriano Morselli; 5. November 1729, Venedig, Teatro Sant’Angelo; Wiederaufnahme 1740 als Tullio Ostilio[8]
- Costantino Pio, festa teatrale; Februar 1730, Rom, im Palast des Kardinals Ottoboni anlässlich der Geburt des Dauphins[9]
- Siroe, re di Persia, dramma per musica (mit Baldassare Galuppi, Bearbeitung einer Oper von Leonardo Vinci); Libretto: Giovanni Boldini nach Pietro Metastasio; 27. Januar 1731, Venedig, Teatro San Giovanni Grisostomo[10]
- Alessandro nell’Indie, dramma per musica; Libretto: Pietro Metastasio; 30. Januar 1732, Venedig, Teatro Sant’Angelo; einige Arien erhalten[11]
- Il Demetrio, dramma per musica; Libretto: Pietro Metastasio; 26? dic. 1732, Florenz, Teatro della Pergola; 1737 überarbeitet in London; einige Arien erhalten[12]
- La conquista del vello d’oro, dramma per musica; Libretto: Angelo Maria Cori; 28. Januar 1738, London, King’s Theatre in the Haymarket; einige Arien erhalten[13]
- L’asilo d’Amore, intermezzo, Libretto: Pietro Metastasio; Frühling 1738, London, King’s Theatre in the Haymarket[1]
- Diana e Endimione, serenata; Libretto: Pietro Metastasio; 1. Dezember 1739, London; einige Arien erhalten[14]
- Olimpia in Ebuda, melodramma (zweifelhaft, früher Johann Adolph Hasse zugeschrieben); Libretto: Paolo Antonio Rolli; 15. März 1740, London, New Haymarket Theatre[15]
- Busiri, overo In van si fugge amore, melodramma boschereccio; Libretto: Paolo Antonio Rolli; 10. Mai 1740, London, New Haymarket Theatre[16]
- Ezio, dramma per musica; Libretto: Pietro Metastasio; 28. Januar 1747, Venedig, Teatro San Giovanni Grisostomo; 1753 in Trento (?), 1758 in Venedig, 1760 in Prag, 1764 in Reggio nell’Emilia[17]
- Arminio, dramma per musica; Libretto: Antonio Salvi; 26. Dezember 1748, Florenz, Teatro della Pergola[18]
- Farnace, dramma per musica; Libretto: Antonio Maria Lucchini; 10. Januar 1749, Florenz, Teatro della Pergola[19]
- Tra due litiganti il terzo gode, dramma giocoso per musica; 14. Mai 1749, Venedig, Teatro San Cassiano; im selben Jahr auch in Piacenza und Verona, 1752 in Triest; eine Arie erhalten[20]
- Arianna e Teseo, dramma per musica; Libretto: Pietro Pariati; 20. Januar 1750, Florenz, Teatro della Pergola[21]
- Il Farnaspe, dramma per musica; Libretto: Pietro Metastasio; Messe 1750, Reggio Emilia, Teatro Comunale; im selben Jahr auch als Adriano in Siria in Siena[22]
- Artaserse, dramma per musica; Libretto: Pietro Metastasio; 26. Dezember 1751, Mailand, Teatro Regio Ducale; 1755 in Bergamo, 1779 in Lodi[23]
- Tamerlano, dramma per musica (mit Gioacchino Cocchi); Libretto: Agostino Piovene; Karneval 1754, Venedig, Teatro San Samuele[24]
- Il Solimano, dramma per musica; Libretto: Giovanni Ambrogio Migliavacca; Messe 1756, Reggio Emilia, Teatro Comunale; einige Arien erhalten[25]
- La Zenobia, dramma per musica; Libretto: Pietro Metastasio; Messe 1761, Padua, Teatro Nuovo[26]

Musik in Pasticcio-Opern
- Eumene (Einlagearien, Hauptkomponist: Francesco Rinaldi); Libretto: Apostolo Zeno; Juni(?) 1730, Wien, Kärntnertortheater[27]
- Sabrina; Libretto: Paolo Antonio Rolli; 26. April 1737, London, King’s Theatre in the Haymarket; einige Arien erhalten[1]
- Arsaces; Libretto: Antonio Salvi und Paolo Antonio Rolli; 29. Oktober 1737, London, King’s Theatre in the Haymarket[1]
- Angelica e Medoro, melodramma (Pasticcio); Libretto: Carlo Vedova nach Pietro Metastasios Angelica; 10. März 1739, London, Covent Garden; einige Arien erhalten[28]
- Merode e Olympia; 1740; einige Arien erhalten[1]
- Alessandro in Persia, dramma per musica (Pasticcio); Libretto: Francesco Vanneschi; 31. Oktober 1741, London, King’s Theatre in the Haymarket; auch 1742 am selben Ort; einige Arien erhalten[29]
- Aristodemo tiranno di Cuma, melodramma (Pasticcio); Libretto: Paolo Antonio Rolli; 3. April 1744, London, King’s Theatre in the Haymarket[30]
- Ezio; Libretto: Pietro Metastasio; 24. November 1764, London, King’s Theatre in the Haymarket[1]
- Lionel and Clarissa; London[1]

### Geistliche Musik
- Gionata, Oratorium; vor 1769, Padua

### Instrumentalwerke
- 10 Sonate per Gravicembalo (London, 1739)
- 6 Sonate per il Cembalo (Manuskript, zwischen 1750 und 1766)
- Cembalosonate und vier Orgelwerke[1]